# Coihueco (Panguipulli)
Coihueco es un caserío rural ubicado en la comuna de Panguipulli, en el sector noroeste del Lago Panguipulli.
Aquí se encuentra la Escuela Rural Coihueco.

## Accesibilidad y transporte
Coihueco se encuentra a 15,7 km de Panguipuli a través de la Ruta T-39.